# Temple-Laguyon
Temple-Laguyon é uma comuna francesa na região administrativa da Nova Aquitânia, no departamento Dordonha. Estende-se por uma área de 2,94 km². Em 2010 a comuna tinha 39 habitantes (densidade: 13,3 hab./km²).